# Zittersheim
Zittersheim település Franciaországban, Bas-Rhin megyében. Lakosainak száma 239 fő (2022. január 1.). Zittersheim Erckartswiller, Hinsbourg, La Petite-Pierre, Puberg, Rosteig és Wingen-sur-Moder községekkel határos.

## Népesség
A település népessége az elmúlt években az alábbi módon változott:
| Lakosok száma | 237  | 240  | 247  | 250  | 249  | 249  | 253  | 246  | 239  |
|               | 2013 | 2015 | 2016 | 2017 | 2018 | 2019 | 2020 | 2021 | 2022 |